# إسماعيل صبري
إسماعيل صبري باشا (1270 هـ - 1341 هـ / 16 فبراير 1854 - 21 مارس 1923)، أحد شعراء الإحياء والبعث في تاريخ الشعر العربي الحديث، ويُلقب بشيخ الشعراء.

## نشأته ودراسته
ولد إسماعيل صبري يوم الأحد 16 فبراير سنة 1854م في القاهرة، ونشأ يتيمًا. التحق بمدرسة المبتديان ثم التجهيزية (الثانوية) حتى عام 1874م، ثم التحق ببعثة رسمية إلى فرنسا، فنال شهادة البكالوريا في الحقوق من جامعة إكس ليبان في 29 نوفمبر 1876، ثم إجازة الليسانس في الحقوق في 13 أبريل 1878.

## أعماله الوظيفية
لدى عودة إسماعيل صبري إلى مصر، انتظم في السلك القضائي، حيث عُين مساعدًا للنيابة العمومية لدى المحاكم المختلطة، ووكيلًا لها في المنصورة في 17 فبراير 1883، ووكيلًا لمحكمة طنطا الابتدائية الأهلية في 30 ديسمبر 1883، ورئيسًا لمحكمة بنها الابتدائية الأهلية سنة 1885، ثم رئيسًا لمحكمة الإسكندرية الأهلية في 22 يونيو 1886، ثم قاضيًا بمحكمة الاستئناف الأهلية بمصر في 29 نوفمبر 1891، ثم نائبًا عموميًا لدى المحاكم الأهلية في 21 أبريل 1895.
في 27 فبراير 1896، عُين صبري محافظاً للإسكندرية، ثم صار وكيلًا لوزارة الحقانية في 3 نوفمبر 1899، ثم استقال من الخدمة لبلوغه المرتب الكامل لوظيفته في 28 فبراير 1907.

## تأييده للحركة الوطنية
كان إسماعيل صبري مبغضًا للاحتلال الإنجليزي ومساندًا للحركة الوطنية، وعندما كان صبري محافظًا للإسكندرية، أراد مصطفى كامل أن يعقد هناك اجتماعًا عامًا يلقي فيه خطابًا سياسيًا، فأرسلت نظارة الداخلية تعليماتها إلى المحافظة بإلغاء الاجتماع، غير أن إسماعيل صبري احتج على هذه التعليمات قائلًا «أنا المسؤول عن الأمن في محافظتي»، ورخص بعقد الاجتماع، الذي ألقى مصطفى كامل فيه خطابًا تاريخيًا.

## شعره
تميز شعر صبري بالرقة والعاطفة الحساسة، وكان صبري مقلاً، لم يهتم بجمع شعره، بل كان ينشره أصدقاؤه خلسة، وقد توقف عن نظم الشعر عام 1915، ولم يُنشر ديوانه إلا عام 1938، بعد رحيله بخمسة عشر عاماً، بفضل جهود صهره حسن باشا رفعت، وكتب مقدمة الديوان الدكتور طه حسين.

## قصائده الغنائية
نظم إسماعيل صبري بعض الأغاني بالعامية المصرية لكبار مطربي عصره، كعبده الحامولي ومحمد عثمان، ومنها «قدّك أمير الأغصان» و«الحلو لما انعطف» و«خلي صدودك وهجرك».

## وفاته
توفي إسماعيل صبري في 21 مارس 1923.

## اقرأ أيضاً
Ayyıldız, Esat. “Mısırlı Şair İsmail Sabri Paşa (Şeyhu’ş-Şu‘arâ’) ve Onun Neo-Klasik Şairliği”. Ispec International Congress on Multidisciplinary Studies: The Proceedings Book. ed. Adil Geybulla – Mehmet Ilkım. 588-593. Adana: ISPEC Yayınevi, 2021.

## وصلات خارجية
- إسماعيل صبري على موقع أرشيف الشارخ.
- ديوان إسماعيل صبري في بوابة الشعراء